# Wesley Saïd
Wesley Saïd (Noisy-le-Grand, 19 aprile 1995) è un calciatore francese, di origini comoriane, attaccante del Lens.

## Carriera

### Club
Ha esordito in Ligue 1 con il Rennes nella stagione 2013-2014.

### Nazionale
Ha giocato nelle nazionali giovanili francesi Under-16, Under-17, Under-18, Under-19, Under-20 ed Under-21.

## Palmarès

### Individuale
- Capocannoniere della Coupe de la Ligue: 1

2018-2019 (2 reti, alla pari con altri 15 giocatori)